# Requiem (Webber)
Das Requiem von Andrew Lloyd Webber wurde 1984 als Totenmesse im Gedächtnis an den Vater des Komponisten, William Lloyd Webber († 1982), geschrieben. Im Jahr 1986 gewann das Werk den Grammy Award für die beste klassische zeitgenössische Komposition.
Das Werk ist für Chor, drei Solisten und Kammerorchester mit Orgel und Synthesizer gesetzt.

## Instrumentation
- drei Solisten
- gemischter Chor (SATB)
- Holzbläser
  - Flöten
  - Oboen
  - Klarinetten
  - Saxophone
  - Fagotte
  - Kontrafagott
- Blechbläser
  - Hörner
  - Trompeten
  - Posaunen
- Schlaginstrumente
- Keyboards
- Streicher
  - Harfe
  - Bratschen
  - Celli
  - Kontrabass
  - Violinen (optional)

## Aufbau
Andrew Lloyd Webber verzichtet auf das Graduale und den Tractus der Totenmesse. Im Sanctus verwendet er die alte liturgische Einteilung in zwei Teile (Sanctus/Hosanna – Benedictus). Weiterhin beinhaltet das Werk die bis 1970 übliche, heute nicht mehr in der Liturgie der Totenmesse verwendete Motette Pie Jesu (der Schluss der Sequenz Dies irae) sowie einen Text aus dem Begräbnisgottesdienst Libera me.
- Introitus – Kyrie
- Sequenz
  - Dies irae
  - Recordare
  - Ingemisco
- Offertorium – Sanctus: Sanctus
- Sanctus: Hosanna – Benedictus
- Pie Jesu
- Kommunion – Libera me

## Notenausgabe
- Andrew Lloyd Webber: Requiem (Vocal Score), Really Useful Group, ISBN 9780711941021